# Девід Аллен (консультант)
Девід Аллен (англ. David Allen; нар. 28 грудня 1945) — американський спеціаліст і консультант з питань особистої продуктивності, творець Getting Things Done — методу управління часом, автор численних статей і публікацій.  

## Біографія
Дитячі роки провів у Шрифпорті, штат Луїзіана. Закінчив New College (зараз New College of Florida) у Сарасоті, штат Флорида. Навчався у Каліфорнійському університеті у Берклі.
Після закінчення університету працював ілюзіоністом, кельнером, тренером з карате, архітектором, дистриб'ютором вітамінів, менеджером на заправці, оператором, турагентом, продавцем мотоциклів, кухарем та ін.
У 1980-х роках почав працювати над розробкою програми з питань продуктивного бізнесу для керівників та менеджерів компанії Lockheed.
1996 року Девід Аллен разом з дружиною Кетрін заснував свою власну компанію «David Allen». Згодом Девід Аллен розробив легендарну методику Getting Things Done (GTD). 

## Основні праці
- «Готовність до всього: 52 принципи для роботи і життя» / Ready for Anything: 52 Productivity Principles for Work and Life — світовий бестселер перекладений 23 мовами, кількість продажу книги складає понад 500000 примірників.
- «Як упорядкувати справи. Мистецтво продуктивності без стресу» / Getting Things Done: The Art of Stress-Free Productivity з моменту випуску 2001 року стала бестселером. У книзі автор розповідає як можна правильно організувати роботу і отримати від неї задоволення, подаються поради щодо застосування методики ефективного використання часу.  На Amazon.com книга займала 46 позицію за популярністю. 2015 року вийшла друком доповнена і змінена версія під однойменною назвою.

## Переклади українською
- Девід Аллен. Як упорядкувати справи. Мистецтво продуктивності без стресу. — К. : КМ-Букс, 2018. — 392 с. — ISBN 978-617-7535-61-3.